# Mahouš
Mahouš (deutsch Mahausch) ist eine Gemeinde in Tschechien. Sie liegt vier Kilometer östlich von Netolice und gehört zum Okres Prachatice.

## Geographie

### Lage

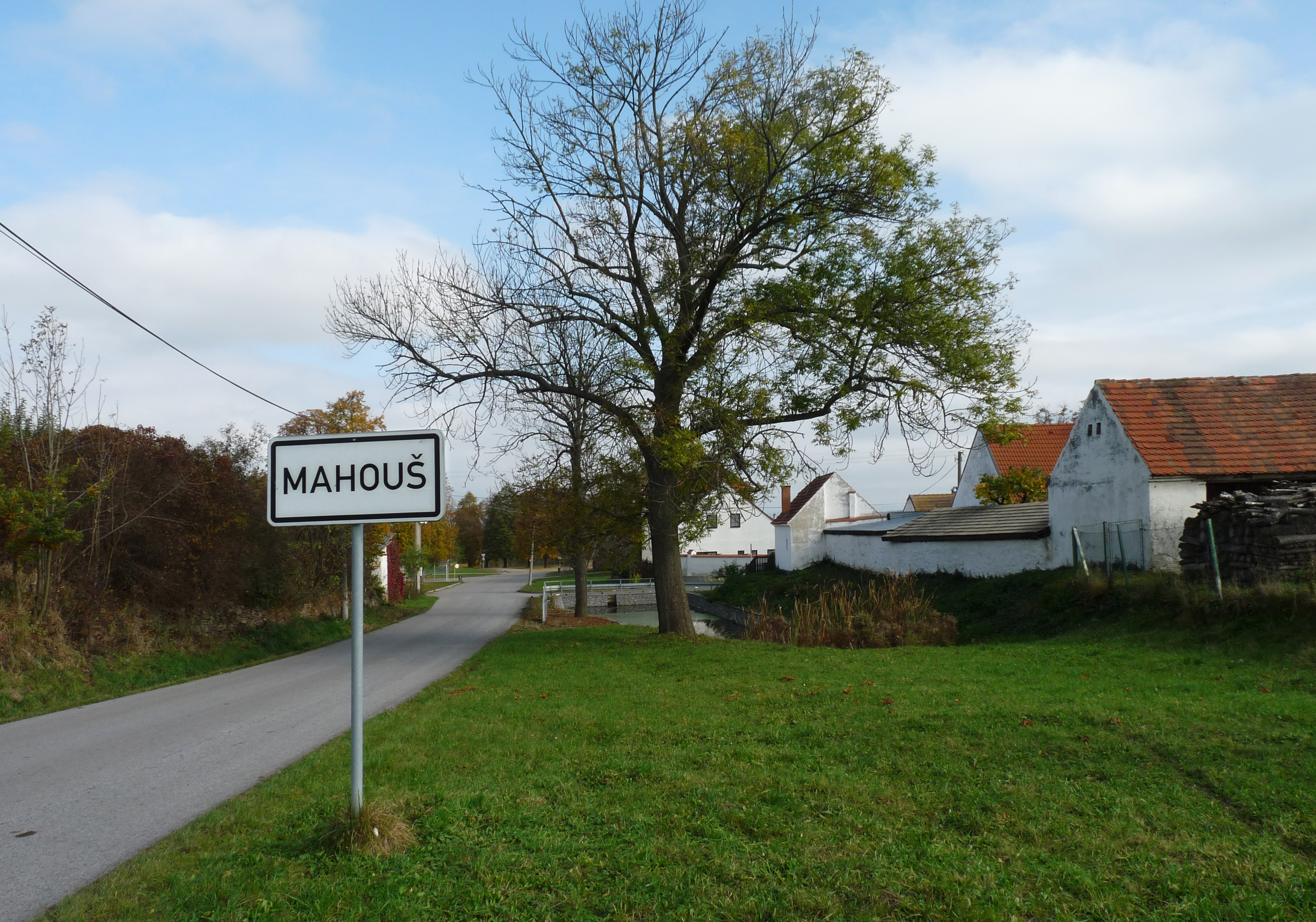
Mahouš, Ortseingang

Mahouš befindet sich nördlich des Blanský les am Rande des Budweiser Beckens. Nördlich erhebt sich der Na Štuntpíru (443 m), nordöstlich der Na Hůrkách (419 m) und im Westen der Mužský (502 m).
Gegen Osten erstreckt sich ein Teichgebiet, der größte der dortigen Teiche ist der Vlhavský rybník. Am Velký Karasín befindet sich ein Naturschutzgebiet. Am südöstlichen Ortsausgang befindet sich der Teich Dvořák.
Nachbarorte sind Hláska, Triumf und Hlavatce im Norden, Sedlec und Plástovice im Nordosten, Vlhlavy und Malé Chrášťany im Osten, Suchá, Picina, Břehov, Tupesy und Němčice im Südosten, Sedlovice, Zvěřetice und Babice im Süden, Lužice und Hlodačky im Südwesten, Netolice im Westen sowie Olšovice im Nordwesten.

### Gemeindegliederung
Für die Gemeinde Mahouš sind keine Ortsteile ausgewiesen. Grundsiedlungseinheiten sind Hlodačky (Hlodatschka) und Mahouš.

### Nachbargemeinden
| Olšovice | Hlavatce                                    |         |
| Netolice | Kompassrose, die auf Nachbargemeinden zeigt | Sedlec  |
| Babice   |                                             | Němčice |

## Geschichte
Die erste schriftliche Erwähnung des im Zuge der Kolonisationstätigkeit des Klosters Goldenkron gegründeten Dorfes erfolgte im Jahre 1300. Später wurde das Dorf an die Herrschaft Netolice angeschlossen. Mit der Anlegung des Fischteiches Vlhlavský rybník wurden 1384 Teile der Felder von Mahouš überflutet. 1723 wurde Mahouš der neu gebildeten Pfarre Němčice zugeschlagen. Beim Großbrand von 1784 brannten 36 nieder. Im Jahre 1835 bestand Mahausch aus 39 Häusern mit 312 tschechischsprachigen Einwohnern. Zum Dorf gehörte die südwestlich gelegene Einschicht Hlodačka. Pfarr- und Schulort war Němčice. Bis zur Mitte des 19. Jahrhunderts blieb das Dorf der den Fürsten Schwarzenberg gehörigen Allodialherrschaft Nettolitz untertänig.
Nach der Aufhebung der Patrimonialherrschaften bildete Mahouš/Mahausch mit dem Ortsteil Němčice und der Einschicht Hlodačka ab 1850 eine Gemeinde in der Bezirkshauptmannschaft Prachatice/Prachatitz. Im Jahre 1878 löste sich Němčice von Mahouš los und bildete eine eigene Gemeinde. Nach dem Münchner Abkommen und der daraus resultierenden Abtrennung des Bezirks Prachatitz verblieb Mahouš 1938 bei der „Resttschechei“ und wurde dem Bezirk Písek zugeschlagen. 1948 wurde die Gemeinde dem neugebildeten Okres Vodňany zugeordnet. Nach dessen Aufhebung wurde Mahouš 1960 dem Okres Prachatice zugeordnet und nach Mahouš eingemeindet. 1976 erfolgte die Bildung der Großgemeinde Němčice mit den Eingemeindungen von Babice, Chvalovice und Mahouš. Nach einem Referendum löste sich Mahouš 1992 wieder los und bildet seither eine eigene Gemeinde. Mahouš wurde 1995 zum Denkmalschutzgebiet der Volksarchitektur erklärt.

## Sehenswürdigkeiten
- Historische Dorfschmiede, sie wurde 2001–2003 wiederhergestellt
- Gotischer Bildstock, er wurde wahrscheinlich zum Gedenken an die Pandemie der Pest von 1520/21 errichtet
- Kapelle des hl. Johannes von Nepomuk, errichtet in der 1. Hälfte des 19. Jahrhunderts
- Gehöfte im südböhmischen Bauernbarock mit untypisch großen Fassaden; die meisten von ihnen befinden sich in einem schlechten Zustand